# Serge Chermayeff

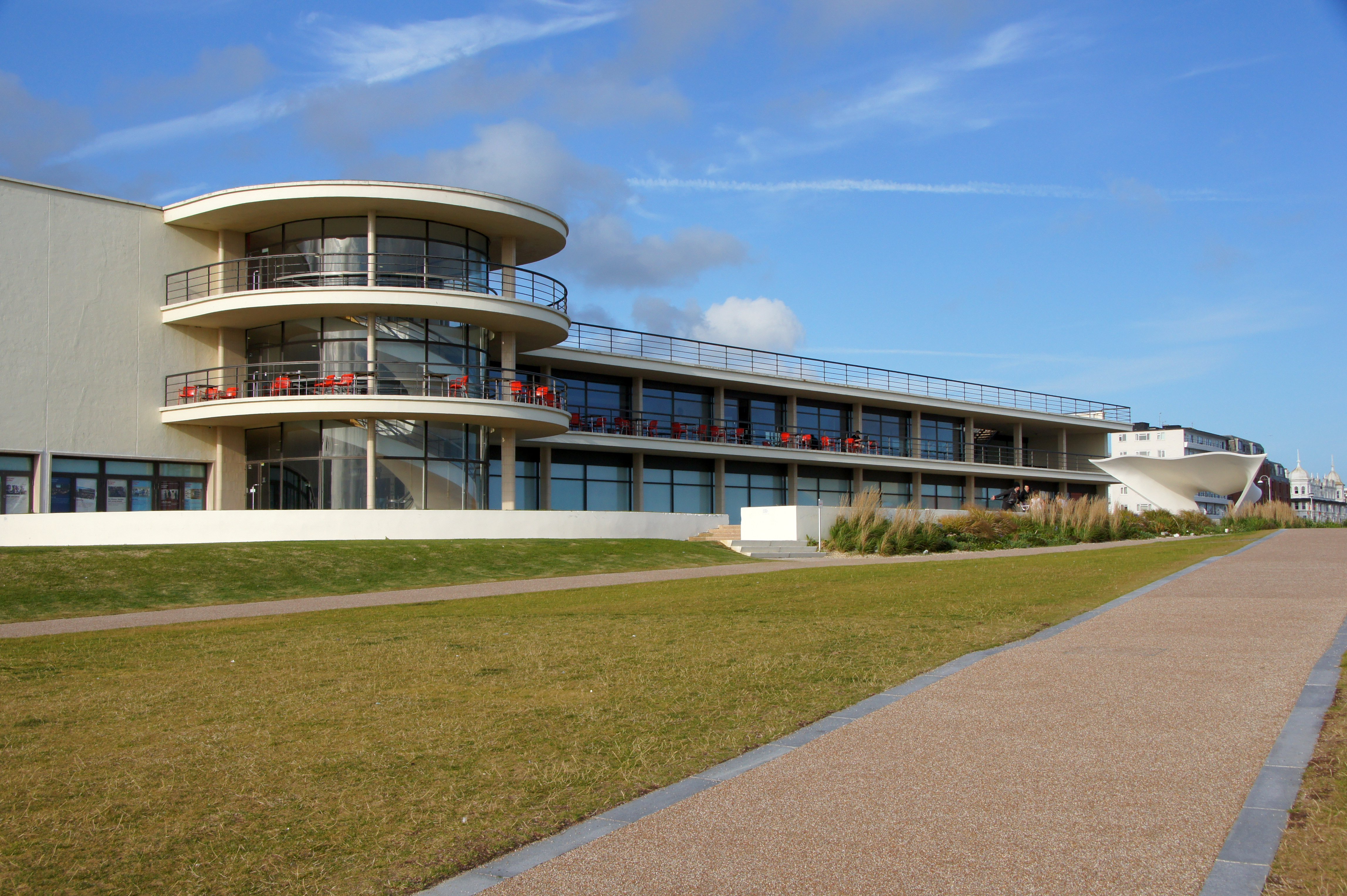
De La Warr Pavilion (1934-1936), de Serge Chermayeff y Erich Mendelsohn, Bexhill-on-Sea

Serge Chermayeff, nacido como Sergei Ivanovich Issakovich (en ruso: Сергей Ива́нович Иссако́вич) (Grozni, Chechenia, 8 de octubre de 1900-Wellfleet, Massachusetts, 8 de mayo de 1996) fue un arquitecto y diseñador ruso nacionalizado británico y, posteriormente, estadounidense. Su obra se enmarca en el racionalismo arquitectónico.

## Trayectoria
Nació en Grozni (Chechenia) en 1900, de familia judía. Cuando tenía diez años su familia emigró a Inglaterra. Estudió en la Peterborough Lodge Preparatory School (1910-1913), la Royal Drawing Society School (1910-1913) y la Harrow School (1914-1917). Entre 1918 y 1923 trabajó como periodista para Amalgamated Press. Entre 1922 y 1925 amplió sus estudios en Alemania, Austria, Francia y Países Bajos. En 1928 adquirió la ciudadanía británica.
Inició su carrera profesional como decorador de interiores. Con el patrocinio de la empresa de mobiliario Waring & Gillow fundó en 1928 la firma Modern Art Studio, en asociación con Paul Follot. Al año siguiente organizó en Londres la exposición Modern Art in French and English Furniture and Decoration, en la que evidenciaba al público el componente racional del art déco.
Tras un viaje por Alemania en el que recibió la influencia del racionalismo arquitectónico, en 1930 comenzó su carrera de arquitecto en solitario con la decoración interior del Cambridge Theatre de Londres. En 1932 fue elegido junto a Wells Coates y Raymond McGrath para diseñar las instalaciones interiores de la Casa de la Radio de Londres. Realizó a continuación diversas decoraciones de tiendas y apartamentos, y creó la empresa Plan Ltd., dedicada a la fabricación de muebles por elementos. En 1933 presentó en el Salón de arte industrial británico aplicado a la vivienda su casa-prototipo Kernel, que fue construida al año siguiente en Rugby.
En 1934 se asoció con el arquitecto alemán Erich Mendelsohn, huido de su país a causa del nazismo. Juntos proyectaron el Pabellón De La Warr en Bexhill-on-Sea, Sussex (1934-1936), que se convertiría en uno de los principales referentes de la arquitectura moderna en el país. Otras obras en colaboración fueron: la casa Nimmo en Chalfont St Giles, Buckinghamshire (1933-1935); la casa Cohen en Chelsea, Londres (1934-1936); y la Firma Gilbey en Camden Town, Londres (1935-1936). La asociación se rompió en 1936.
Realizó a continuación dos obras corporativas de notable calidad: en 1938 terminó las oficinas W. Gilbey & Co. en Londres, reconocidas por su aislamiento fónico conseguido gracias al relleno de la estructura de hormigón. Al año siguiente diseñó los laboratorios ICI en Blackley, Mánchester, con una forma curvilínea que recuerda la de un transatlántico. En 1938 construyó también su propia vivienda en Bentley Wood, Halland, realizada en madera en un entorno natural y decorada con pinturas y esculturas abstractas.
En 1940 emigró a los Estados Unidos, donde se asoció a Clarence Mayhew por un breve período de tiempo. Desde entonces se dedicó preferentemente a la enseñanza: fue director de la sección artística del Brooklyn College en Nueva York; en 1946 sucedió a László Moholy-Nagy al frente del Chicago Institute of Design, integrado en el Instituto de Tecnología de Illinois; entre 1951 y 1953 enseñó en el Instituto Tecnológico de Massachusetts; posteriormente fue profesor en la Universidad de Harvard (1953-1962) y de Yale (1962-1971).
En 1963 publicó junto a Christopher Alexander el ensayo Community and Privacy, en el que intentan describir de forma científica la estructura de un organismo urbano. Con Alexander Tzonis publicó en 1971 Shape of Community, en la que expone sus tesis sobre por la defensa del entorno a nivel mundial.
Su hijo Peter Chermayeff es arquitecto, mientras que otro hijo, Ivan Chermayeff, es diseñador gráfico.